# 1992 OF9
1992 OF9 är en asteroid i huvudbältet som upptäcktes den 26 juli 1992 av den belgiske astronomen Henri Debehogne och den spanske astronomen Álvaro López-García vid La Silla-observatoriet.
Den har den diameter på ungefär 13 kilometer och den tillhör asteroidgruppen Themis.